# Växjö fria gymnasium

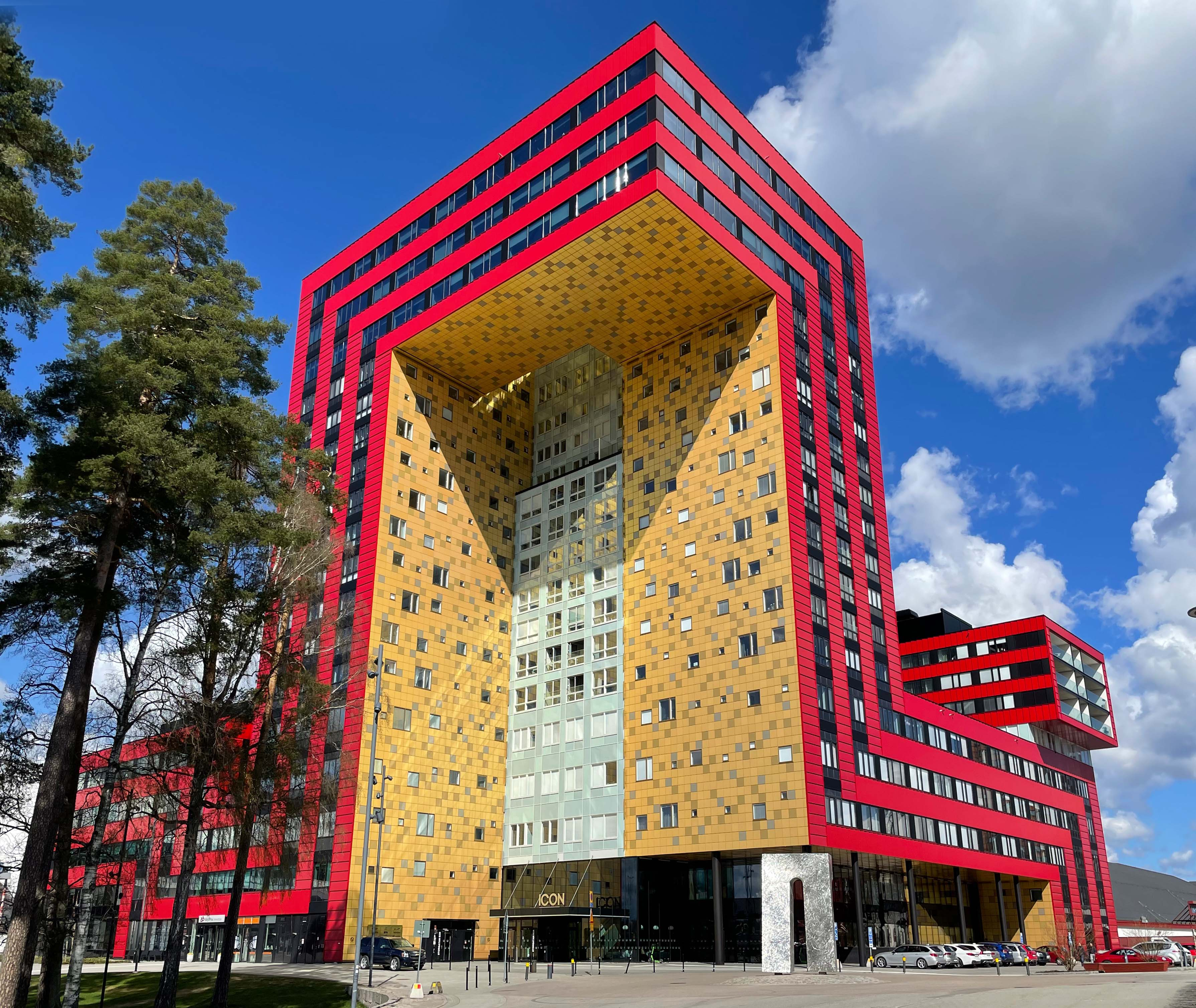
Växjö fria gymnasium finns i Icon-huset.

Växjö fria gymnasium är en fristående gymnasieskola i Växjö. Skolan ligger bredvid Vida Arena i Växjö. Antalet är elever är cirka 500. Skolan erbjuder Ekonomiprogrammet, Naturvetenskapsprogrammet, Vård‐ och omsorgsprogrammet och Samhällsvetenskapsprogrammet. Dessutom erbjuder skolan idrottsutbildning inom ishockey, fotboll och innebandy.

## Historia
Växjö fria gymnasium bildades 2002. Från och med 31 januari 2022 tillhör skolan skolkoncernen Cedergrenska.
Växjö fria gymnasium har övertagit Växjö design‐ och konstskola, som fanns från 2003–2004 tills den uppgick i Växjö fria gymnasium 2010.

## Priser och utmärkelser
- År 2006 vann ett av skolans UF-företag, AeroPlast, SM i Ung Företagsamhet.
- UF-företaget vann även SWEknob, SM i Ung Företagssamhet 2012.